# Бои при Монте-Кристи
Бои при Монте-Кристи (исп. Batalla de Monte Cristi) — боевые действия, развернувшиеся с мая по декабрь 1864 года между доминиканскими повстанцами и испанскими войсками за контроль над стратегически важным гордом и портом Сан-Фернандо-де-Монте-Кристи, расположенном на северо-западе Доминиканы.
Монте-Кристи был захвачен повстанцами 17 августа 1863 года и наряду с Сантьяго-де-лос-Кабальерос стал главным центром сопротивления на севере страны. Через порт, расположенный всего в четырех часах пути по морю от Гаити, повстанцы получали всевозможную помощь из-за границы. 11 апреля 1864 года были изданы два королевских указа, в которых требовалось, чтобы с Пиренейского полуострова, островов Куба и Пуэрто-Рико в Сан-Фернандо-де-Монте-Кристи был отправлен экспедиционный корпус.

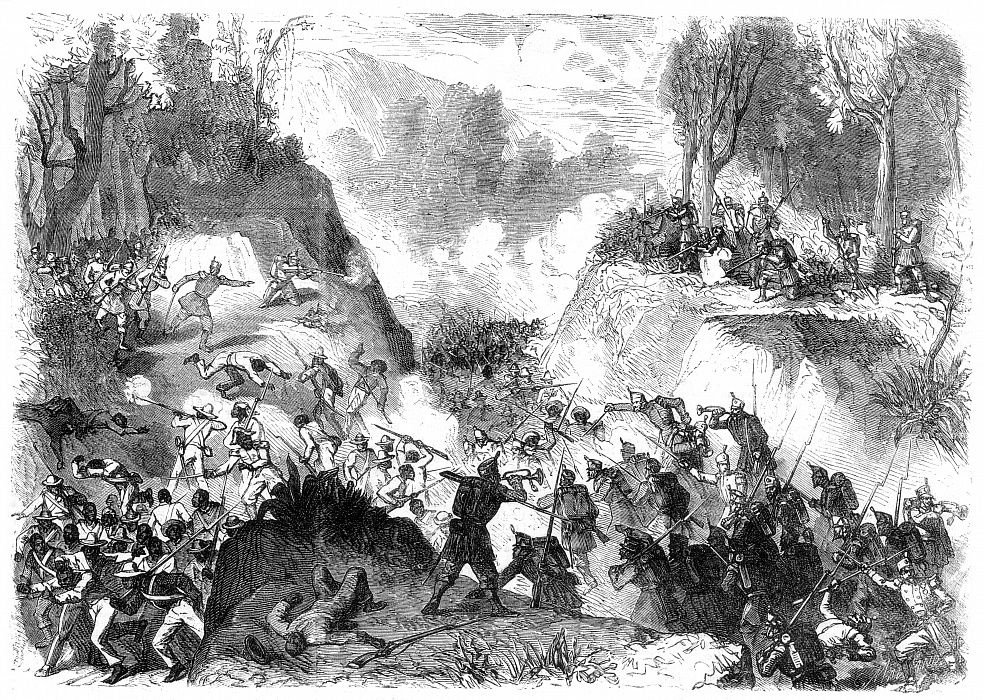
Эпизод боя испанских войск с доминиканскими повстанцами.

15 мая 1864 года испанский флот с экспедиционным корпусом на борту (7 пехотных батальонов, 300 сапёров, две роты горной артиллерии и один эскадрон улан) подошёл к полуострову, отделяющему залив Монте-Кристи от залива Мансанильо, и на следующий день утром была проведена высадка на берег. Высадку прикрывали 10 канонерских лодок.
17 мая по приказу генерал-губернатора генерала Хосе де ла Гандара, лично руководившего операцией, войска двинулись вдоль берега по направлению к Монте-Кристи, по пути подвергаясь ружейному обстрелу со стороны повстанцев. Канонерские лодки своим огнём отогнали повстанцев от берега, что позволило испанцам переправиться через реки Яке-дель-Норте и Каньо-Сантьяго и подойти к городу, который был захвачен после нескольких часов боёв в результате совместной атаки с фронта и тыла.
В течение следующих месяцев во всех контролируемых ими пунктах на севере страны испанцы почти ежедневно подвергалась нападениям повстанцев. 24 мая, как только операция по высадке была завершена, 1500 доминиканцев подошли к испанским позициям и атаковали пехотный батальон, захватив укрепленный форт в Лагуна-Верде. 30 мая испанский разведывательный отряд подвергся неожиданному нападению со стороны 1200 повстанцев и был вынужден преждевременно отступить в лагерь. В тот же день в городе Эль-Пеладеро была атакована еще одна колонна пехоты.
Затем испанцы попытались отвоевать Сантьяго-де-лос-Кабальерос, однако доминиканцы перекрыли дорогу и устроили засаду в лесу, поэтому им пришлось отказаться от поставленной задачи. Болезни не прекращались, и голод начал опустошать испанские лагеря. Уже в конце июля гарнизону в Сан-Фернандо-де-Монте-Кристи, из-за блокады повстанцами, не стало хватать продовольствия.
28 декабря доминиканцы под командой генерала Гаспара Поланко, президента повстанческого правительства, попытались вернуть Монте-Кристи, но попытка не удалась, и город оставался под контролем Испании до тех пор, пока война не закончилась и в июле 1865 года с Санто-Доминго не были выведены все испанские войска.